# Trygve Bøyesen
Trygve Carlsen Bøyesen (Skien, 15 febbraio 1886 – Skien, 27 luglio 1963) è stato un ginnasta norvegese.

## Palmarès

### Olimpiadi
- Argento a Londra 1908 nel concorso a squadre.
- Argento a Anversa 1920 nel concorso libero a squadre.
- Bronzo a Stoccolma 1912 nel concorso svedese a squadre.